# (2022) West
(2022) West (1938 CK; 1949 TA; 1973 AP) ist ein Asteroid des Hauptgürtels, der am 7. Februar 1938 von Karl Wilhelm Reinmuth in der Landessternwarte Heidelberg-Königstuhl entdeckt wurde.

## Benennung
Der Asteroid wurde nach dem dänischen Astronomen Richard Martin West (* 1941) benannt, der an der Europäischen Südsternwarte (ESO) tätig war.